# Набиване на кол
Набиването на кол или нанизване на кол (на румънски: Trasul în ţeapă) е садистичен метод за мъчение и смъртно наказание, който е използван най-често през Средновековието. При него през тялото на осъдения преминава кол и той умира в ужасяваща агония, която, според легендите, понякога продължава с дни. Тялото му се поставя пред стените на владетелската крепост, за да се вдъхне страхопочитание и да се повиши авторитета на владетеля.
Смята се, че най-често и по най-жесток начин е използвано набиването на кол по времето на влашкия владетел Влад III, който заради това получава прозвището Цепеш (на румънски Ţepeş – „набивач на кол“). Смята се, че тази негова кръвожадност го е направила прототип на вампира Дракула от едноименния роман на Брам Стокър.